# أنجيلو كرايغ
أنجيلو كرايغ (بالإنجليزية: Angelo Craig)‏ هو لاعب كرة قدم أمريكية أمريكي، ولد في 5 سبتمبر 1985 في كليفلاند في الولايات المتحدة.

## وصلات خارجية
- أنجيلو كرايغ على موقع كلية كرة السلة في سبورتس رفرنس.كوم (الإنجليزية)
- أنجيلو كرايغ على موقع ريلجم (الإنجليزية)